# Bill Messer
Bill Messer (* 8. Juli 1915 in London; † unbekannt) war ein britischer Radrennfahrer.

## Sportliche Laufbahn
Messer war im Straßenradsport aktiv. 1936 startete er bei den Olympischen Sommerspielen in Berlin. Im olympischen Straßenrennen kam er nicht ins Ziel. Die britische Mannschaft mit Jackie Bone, Charles Holland, Alick Bevan und Bill Messer kam nicht in die Mannschaftswertung.
1936 wurde er im Manx International auf der Isle of Man Zweiter hinter Charles Holland. 1939 gewann er das Rennen.